# Capitan Fracassa (film 1919)
Capitan Fracassa è un film del 1919 diretto da Mario Caserini.

## Trama
Il giovane barone di Sigognac, nobile decaduto, vive in un castello diroccato in un villaggio di provincia della Francia del 1600. Una notte nella sua dimora giunge una povera compagnia di attori che chiede ospitalità. Tra loro ci sono il servo Scapino, un vecchio che interpreta Capitan Matamoros, e la bella Isabella che interpreta in ogni canovaccio il ruolo della perfetta innamorata.
Il servo che accudisce Sigognac scopre che la compagnia è diretta a Parigi per entrare nelle grazie del re Luigi XIV affinché venga ammessa a corte come Compagnia Reale. Così il vecchio uomo corrompe Scapino affinché Sigognac vada a Parigi con la compagnia, e soprattutto si raccomanda affinché l'attore diventi il suo tutore.
Durante il viaggio Sigognac impara pian piano a recitare e s'innamora di Isabella. Giunti in una locanda per riposare, alcuni clienti nobili, tra i quali il duca di Vallombrosa, chiede alla compagnia di recitare qualcosa, però c'è un problema: l'attore che interpreta nei canovacci il Capitan Matamoros è morto per un incidente, e tocca all'inesperto Sigognac sostituirlo. Brillantemente Sigognac riesce ad inventare la buffa maschera del Capitan Fracassa, uno dei tanti capitani vanagloriosi e sciocchi della Commedia dell'arte, e così la commedia ha grande successo, e gli attori possono avere assicurata la cena.
La notte però, il duca di Vallombrosa insidia Isabella, che si ribella, e chiama in aiuto Sigognac, che sfida il rivale a duello. Nella battaglia viene ferita Isabella, e il padre del duca le nota un particolare anello che lei porta al dito. Isabella dichiara che è l'unico dono che la madre morente le ha lasciato. Il padre del duca allora riconosce in lei la propria figlia perduta e la accoglie nel suo palazzo, assieme a Sigognac.